# Suite Pretty Cure
Suite Pretty Cure♪ (スイートプリキュア♪?, Suīto Purikyua♪, Suite Precure♪) è l'ottava serie anime del franchise di Pretty Cure, creata da Izumi Tōdō e prodotta dalla Toei Animation. Trasmessa in Giappone su TV Asahi dal 6 febbraio 2011 al 29 gennaio 2012, in Italia è inedita.
Suite Pretty Cure♪ è preceduta da HeartCatch Pretty Cure! e seguita da Smile Pretty Cure!.

## Trama
Nel mondo magico noto come Major Land, lo Spartito Leggendario della Melodia della Felicità viene trasformato dal malvagio Mephisto, sovrano di Minor Land, in quello della Melodia della Tristezza. Per impedire che l'universo venga avvolto dalla disperazione e dal silenzio, la regina Aphrodite disperde le Note della melodia sulla Terra.
Hibiki Hojo e Kanade Minamino sono due amiche, sportiva l'una e più studiosa l'altra, cresciute insieme nella città di Kanon che, per non aver rispettato una promessa, da quando hanno cominciato le medie non vanno più d'accordo e litigano sempre. Un giorno, le due ragazze incontrano la fata Hummy, inviata sulla Terra da Major Land a cercare coloro che possono recuperare le Note della Melodia della Felicità: Hibiki e Kanade si trasformano così nelle Pretty Cure, Cure Melody e Cure Rhythm, alle quali nel corso della serie si aggiungono la sincera Eren Kurokawa (in passato la gatta Seiren) e la giudiziosa Ako Shirabe, che diventano rispettivamente Cure Beat e Cure Muse.

## Personaggi

### Pretty Cure
Hibiki Hojo (北条 響?, Hōjō Hibiki) / Cure Melody (キュアメロディ?, Kyua Merodi)
Doppiata da: Ami Koshimizu (ed. giapponese)
Ha 14 anni e frequenta la seconda media all'Accademia privata Aria. Allegra e un po' maldestra, è ingenua e odia perdere più di ogni altra cosa; eccelle negli sport e presta aiuto nei vari club scolastici quando serve, ma lo studio non è il suo forte. La sua frase simbolo è "Scommetto il mio orgoglio di donna su questo!" (「ここで決めなきゃ女がすたる！」?, "Koko de kimenakya onna ga sutaru!"). Nonostante il padre sia un insegnante di musica e la madre una violinista, pensa di non avere nessun talento se non quello dell'orecchio assoluto, che le permette di identificare le note e ricordarsi perfettamente una melodia. Da piccola suonava il piano, ma poi ha smesso pensando di aver deluso il padre; in seguito, comprende il reale significato delle parole di Dan e ricomincia, sognando in futuro di diventare una pianista professionista per suonare al fianco dei genitori. Adora mangiare cose dolci, in particolare le torte del negozio della famiglia di Kanade, sua amica d'infanzia con cui non va più d'accordo da quando hanno iniziato le medie: sarà la missione da Pretty Cure a riappacificarle, scoprendo poi di aver entrambe sbagliato all'epoca dei fatti. Ha un forte senso di giustizia, ma d'altra parte soccombe facilmente alla solitudine, essendo figlia unica, e per questo invidia leggermente Kanade che ha un fratello minore con cui lei va molto d'accordo. Si trasforma in Cure Melody, i cui Fairy Tone sono Dori e Miri; ottiene inoltre, assieme alle altre guerriere nella battaglia finale, il potere di trasformarsi in Crescendo Cure Melody.
Kanade Minamino (南野 奏?, Minamino Kanade) / Cure Rhythm (キュアリズム?, Kyua Rizumu)
Doppiata da: Fumiko Orikasa (ed. giapponese)
Ha 14 anni e frequenta la seconda media all'Accademia privata Aria. Diligente e studiosa, non è però brava nello sport. A scuola frequenta il club di pasticceria, dove è molto apprezzata per i suoi ottimi dolci. È molto matura, ma anche testarda e orgogliosa, e per questo non ama mostrare le proprie debolezze. Il suo sogno è diventare una pasticcera ed ereditare il negozio di torte di famiglia, il Lucky Spoon. La sua frase simbolo è "Vi mostrerò la ricetta della motivazione!" (「気合のレシピみせてあげるわ！」?, "Kiai no reshipi misete ageru wa!"). Ha anche un forte amore per i gatti e le piace accarezzarli. Ha una cotta per Ouji ed è amica sin dall'infanzia di Hibiki, con cui ha un forte legame dopo essersi a lungo scontrata per via di un malinteso alla cerimonia d'inizio delle scuole medie. Si trasforma in Cure Rhythm, i cui Fairy Tone sono Reri e Fari; ottiene inoltre, assieme alle altre guerriere nella battaglia finale, il potere di trasformarsi in Crescendo Cure Rhythm.
Seiren (セイレーン?, Seirēn) / Eren Kurokawa (黒川 エレン?, Kurokawa Eren) / Cure Beat (キュアビート?, Kyua Bīto)
Doppiata da: Megumi Toyoguchi (ed. giapponese)
È una fata, dall'iniziale aspetto di gatta, nata a Major Land. Ha insegnato ad Hummy a cantare durante l'infanzia, ma, quando il suo titolo di annuale Fata del Canto della Melodia della Felicità è stato dato all'amica, ha capito che Hummy era diventata più brava di lei e quindi ha chiesto a Mephisto di diventare il suo braccio destro per cantare invece la Melodia della Tristezza: come si scopre in seguito, però, in realtà è stata manipolata dall'uomo. Ostile e facilmente irritabile, grazie ai suoi poteri e alla collana donatale da Mephisto, può prendere l'aspetto di chiunque e corrompere le note per trasformarle in Negatone. Ha una sua forma umana, Eren. È la leader del Trio the Minor, ruolo nel quale viene brevemente destituita perché si innamora apparentemente di Ouji e gli altri componenti sospettano erroneamente che la Cure Muse mascherata sia lei. Decide così di lasciare Minor Land, ma Mephisto le fa il lavaggio del cervello e torna dalla parte del nemico. Tuttavia passa poco tempo, perché capisce di avere un vero rapporto di amicizia con Hummy e rompe il controllo mentale impostole, salvando Hummy e trasformandosi in una Pretty Cure. Dopo ciò non può più diventare un gatto o cambiare aspetto perché le si è rotto il ciondolo che portava al collo che glielo permetteva. Riallaccia gradualmente i rapporti con Hummy, stringe amicizia con Hibiki e Kanade, cominciando a frequentare l'Accademia privata Aria nella loro stessa classe, e il suo carattere torna ad essere sincero come un tempo. La sua frase simbolo è "Il battito del cuore non può essere più fermato!" (「心のビートはもう止められないわ！」?, "Kokoro no bīto wa mō tomerarenai wa!"). Si trasforma in Cure Beat, i cui Fairy Tone sono Lari e Sori; ottiene inoltre, assieme alle altre guerriere nella battaglia finale, il potere di trasformarsi in Crescendo Cure Beat.
Ako Shirabe (調辺 アコ?, Shirabe Ako) / Cure Muse (キュアミューズ?, Kyua Myūzu)
Doppiata da: Rumi Ōkubo (ed. giapponese)
Ha 9 anni e frequenta la scuola elementare pubblica di Kanon. È molto matura, ma anche rigida, e non esita a rimproverare Hibiki e Kanade per il loro comportamento. Tuttavia possiede un lato dolce, che raramente mostra in pubblico. È compagna di classe di Sōta, il fratello minore di Kanade che le fa compagnia perché è spesso da sola. Dichiara in seguito di essere la principessa di Major Land, figlia di Aphrodite e Mephisto: quando suo padre è diventato malvagio, è scappata dal suo regno e si è stabilita dal nonno Otokichi. Rubato lo Spartito Leggendario per opera di Mephisto, ha ottenuto il potere di trasformarsi in Pretty Cure, ma inizialmente nasconde la sua identità sotto una maschera e un abito nero, facendo parlare Dodori al suo posto, per impedire di essere collegata a Mephisto. Sotto tali vesti comincia ad aiutare le altre Pretty Cure, a cui si unisce ufficialmente solamente dopo la liberazione dal male del padre. Senza sapere che in realtà si tratta di Noise, salva un uccellino ferito che porta a casa con sé e chiama Pii-chan; una volta appreso che si tratta del nemico, lo affronta al fianco delle altre Pretty Cure. Sconfitto Noise, decide di non tornare a Major Land ma di rimanere a Kanon con Hibiki e le altre. Si trasforma in Cure Muse, i cui Fairy Tone sono Dodori e Siri; ottiene inoltre, assieme alle altre guerriere nella battaglia finale, il potere di trasformarsi in Crescendo Cure Muse.

### Minor Land
Noise (ノイズ?, Noizu)
Doppiato da: Ryūsei Nakao (ed. giapponese)
È una forza oscura molto potente che riesce a fare il lavaggio del cervello a chiunque ascolti il suo suono. È nato dalla tristezza delle persone, che non sparirà mai del tutto, e ciò lo rende immortale e capace di rinascere sempre. Le Pretty Cure apprendono della sua esistenza soltanto dopo la liberazione di Mephisto, che fino a quel momento pensavano fosse il vero nemico ma che invece era stato reso malvagio proprio da lui. È stato sigillato in passato in un fossile da Otokichi, e Falsetto sta cercando di svegliarlo componendo la Melodia della Tristezza. Riesce a rompere il sigillo dopo aver ascoltato una versione incompleta della melodia e, con lo scopo di rubare tutte le Note raccolte fino a quel momento dalle Pretty Cure, prende le sembianze di un uccellino ferito e si fa adottare da Ako, che, ingannata, lo chiama Pii-chan (ピーちゃん?, Pī-chan). Tuttavia il suo travestimento dura poco poiché viene scoperto, ma questo non gli impedisce, una volta completata la Melodia della Tristezza e assorbite tutte le Note, di evolversi nella sua vera forma e di invadere Major Land per estinguere la musica e portare il silenzio. Dopo aver assorbito dentro di sé anche il Trio the Minor e Hummy, assume una più potente forma umanoide, ma viene purificato dalle Crescendo Pretty Cure, che hanno compreso il suo desiderio di non voler più sentire alcun suono, soprattutto la sua voce piena di malinconia. Rinasce con le sembianze di uccellino, poiché la tristezza da lui rappresentata non sparirà mai completamente.
Mephisto (メフィスト?, Mefisuto)
Doppiato da: Ken'yū Horiuchi (ed. giapponese)
È il sovrano dal carattere umoristico e melodrammatico di Minor Land, il cui unico obiettivo è trasformare la Melodia della Felicità in quella della Tristezza per rendere tutti i mondi tragici e soddisfare il suo gusto musicale. Attacca perciò Major Land, rubando lo Spartito Leggendario e facendo cantare a Seiren la composizione malvagia, ma viene interrotto da Aphrodite che disperde le Note e invoca l'aiuto delle Pretty Cure. Manda quindi Seiren e il Trio the Minor sulla Terra affinché trovino le note necessarie per la ricomposizione della melodia. Si viene a sapere che in realtà è il re di Major Land, marito di Aphrodite e padre di Ako, che, dopo essere andato nella foresta del regno a recuperare l'Healing Chest, è rimasto ipnotizzato da Noise e la sua mente controllata dai poteri del male. Una volta che Ako riesce a liberare la sua mente, torna ad essere un sovrano e un padre gentile e amorevole, alleandosi con le Pretty Cure e facendo ritorno a Major Land.
Bassdrum (バスドラ?, Basudora)
Doppiato da: Atsushi Ono (ed. giapponese)
Ministro di Mephisto, è uno dei membri del Trio the Minor. Il suo nome significa grancassa e ha un timbro musicale basso. Arrogante e presuntuoso, può fondersi con Baritone e Falsetto, creando un vortice di energia chiamato Triple Minor Bomber. Il più anziano, vuole diventare il leader del gruppo e ci riesce quando, durante le prime apparizioni di Cure Muse mascherata, Seiren viene sospettata di aiutare segretamente le Pretty Cure; tuttavia, essendosi sbagliato, il ruolo viene assegnato nuovamente alla gatta. Quando Seiren diventa davvero una Pretty Cure, comincia a litigare con i suoi due compagni per decidere chi sarà il nuovo leader. Dopo numerosi fallimenti nel recuperare le Note, affinché la Melodia della Tristezza venga completata il più presto possibile, ottiene un senso dell'olfatto più sviluppato, mentre quando Falsetto prende il comando viene fatto diventare un mostro con fattezze di rana. In realtà proviene da Major Land e lavorava per i sovrani, ma è stato costretto da Falsetto a unirsi a Minor Land. Ridiventato buono, si schiera come alleato delle Pretty Cure e fa infine ritorno a Major Land.
Baritone (バリトン?, Bariton)
Doppiato da: Yōhei Ōbayashi (ed. giapponese)
Ministro di Mephisto, è uno dei membri del Trio the Minor. Il suo nome deriva dal timbro musicale baritono. Dal carattere narcisista, può fondersi con Bassdrum e Falsetto, creando un vortice di energia chiamato Triple Minor Bomber. Dopo numerosi fallimenti nel recuperare le Note, affinché la Melodia della Tristezza venga completata il più presto possibile, ottiene la supervista e il potere della telecinesi, mentre quando Falsetto prende il comando viene fatto diventare un mostro con fattezze di pesce. In realtà proviene da Major Land e lavorava per i sovrani, ma è stato costretto da Falsetto a unirsi a Minor Land. Ridiventato buono, si schiera come alleato delle Pretty Cure e fa infine ritorno a Major Land.
Falsetto (ファルセット?, Farusetto)
Doppiato da: Tōru Nara (ed. giapponese)
Ministro di Mephisto, è uno dei membri del Trio the Minor. Il suo nome deriva dal timbro musicale falsetto e quindi la sua voce è molto acuta. Rispetto ai compagni, è più discreto e non mira a diventare leader del gruppo, ma è spesso oggetto delle angherie di Seiren. Può fondersi con Bassdrum e Baritone, creando un vortice di energia chiamato Triple Minor Bomber. Dopo numerosi fallimenti nel recuperare le Note, affinché la Melodia della Tristezza venga completata il più presto possibile, ottiene il superudito e una frusta. Insospettabilmente, quando Mephisto viene liberato dall'ipnosi maligna, svela i suoi piani riguardo Noise e diventa lui il nuovo capo del gruppo, assumendo un atteggiamento più serio. Fa quindi assumere nuove forme mostruose a Bassdrum e Baritone e prepara Noise al compimento della Melodia della Tristezza. In realtà proviene da Major Land e lavorava per i sovrani, ma si è ribellato e ha costretto Bassdrum, Baritone, Seiren e Mephisto a unirsi a Minor Land. Ridiventato buono, fa infine ritorno a Major Land.
Negatone (ネガトーン?, Negatōn)
Doppiato da: Yōhei Ōbayashi (ed. giapponese)
È il mostro evocato dai ministri di Minor Land. Viene creato unendo una nota (o più) dispersa dello Spartito Leggendario a un oggetto attraverso i poteri del male. È usato per distrarre e mettere in difficoltà gli avversari.

### Major Land
Hummy (ハミィ?, Hamii)
Doppiata da: Kotono Mitsuishi / REMI (canto) (ed. giapponese)
È una fata dall'aspetto di gattina che proviene da Major Land. È stata designata come Fata del Canto, ovvero colei che canta la Melodia della Felicità ogni anno per l'anniversario a Major Land, prendendo il posto a Seiren, sua amica d'infanzia che le insegnato tante cose e che riesce a riportare dalla parte del bene dopo un periodo buio. Di buon cuore, è ingenua e sbadata, ma anche golosa, infatti adora i cupcake del negozio di Kanade, e non serba rancore per nessuno. Viene mandata sulla Terra in cerca delle Pretty Cure e per recuperare le note disperse della melodia; ha l'abilità di evocare i Fairy Tone. Può usare la magia battendo le zampe e la usa per purificare le Note liberate dai Negatone purificati dalle Pretty Cure. Può anche usare la magia per recuperare i Cure Module se vengono persi. Dopo la sconfitta di Noise, fa tornare tutte le Note all'interno dello Spartito Leggendario e, in qualità di Fata del Canto, esegue la Melodia della Felicità, ripristinando la musica a Major Land e liberando tutti gli abitanti rimasti pietrificati.
Aphrodite (アフロディテ?, Afurodite)
Doppiata da: Noriko Hidaka (ed. giapponese)
È la saggia e buona regina di Major Land. Ogni anno presenzia all'anniversario della Melodia della Felicità per pregare affinché ci sia la pace in tutti i mondi. Tuttavia Mephisto mira a rendere la canzone la Melodia della Tristezza: Aphrodite, per impedire che Seiren cominci a cantarla, è così costretta a disperdere le Note, chiedendo poi a Hummy di andare sulla Terra a cercare coloro che possono diventare le Pretty Cure per recuperarle. Ha sempre al suo fianco un pappagallo, che le fa da consigliere, e comunica con Hummy e le Pretty Cure attraverso specchi, superfici d'acqua o pareti. Se i Fairy Tone perdono le loro forze, può permettere alle Pretty Cure di trasformarsi senza di loro. Si scopre che è la madre di Ako, moglie di Mephisto e figlia di Otokichi, ma non era a conoscenza del fatto che sua figlia fosse diventata Cure Muse.
Otokichi Shirabe (調辺 音吉?, Shirabe Otokichi)
Doppiato da: Keiichi Sonobe (ed. giapponese)
È un vecchio signore che lavora tra le rovine di una chiesa frequentata da Hibiki e Kanade per esercitarsi con il pianoforte. Suona l'organo e utilizza il biciclo. Sta sempre in ombra, spaventando a volte i passanti. Si viene a sapere che è il nonno di Ako, nonché padre di Aphrodite, il cui compito è tenere d'occhio la nipote e le altre Pretty Cure. È il precedente re di Major Land, che ha sigillato in passato Noise in un fossile. Viene sigillato a sua volta da Noise, ma poi liberato.
Fairy Tone (フェアリートーン?, Fearī Tōn)
Doppiati da: Mayu Kudō (ed. giapponese)
Sono degli speciali gioielli che servono a immagazzinare le Note dello Spartito Leggendario che vengono recuperate. Possono produrre ogni tipo di suono. Vengono utilizzati dalle Pretty Cure e servono ad aumentare alcune abilità se inseriti nel Cure Module. I loro nomi si basano sulle note musicali e ognuno di loro ha un diverso tono di voce e un versetto particolare.
- Dori (ドリー?, Dorī): il Fairy Tone rosa, permette a Hibiki di trasformarsi in Cure Melody. Viene anche inserito nella Miracle Belltier per eseguire il Miracle Heart Arpeggio. Rappresenta la Melodia del Sogno e finisce le frasi con "dodo".
- Reri (レリー?, Rerī): il Fairy Tone bianco, permette a Kanade di trasformarsi in Cure Rhythm. Viene anche inserito nella Fantastic Belltier per eseguire il Fantastic Piacere. Rappresenta la Melodia della Leggenda e finisce le frasi con "rere".
- Miri (ミリー?, Mirī): il Fairy Tone arancione, permette a Cure Melody di attaccare con la Miracle Belltier. Rappresenta la Melodia del Miracolo e finisce le frasi con "mimi".
- Fari (ファリー?, Farī): il Fairy Tone giallo, permette a Cure Rhythm di attaccare con la Fantastic Belltier. Rappresenta la Melodia Fantastica e finisce le frasi con "fafa".
- Sori (ソリー?, Sorī): il Fairy Tone verde, permette a Cure Beat di attaccare con la Love Guitar Rod. Se suonato nel Cure Module, rafforza lo spirito. Rappresenta la Melodia dello Spirito e finisce le frasi con "soso".
- Lari (ラリー?, Rarī): il Fairy Tone azzurro, permette a Eren di trasformarsi in Cure Beat. Viene anche inserito nella Love Guitar Rod per eseguire gli attacchi Beat Barrier e Beat Sonic. Rappresenta la Melodia dell'Amore e finisce le frasi con "lala".
- Siri (シリー?, Shirī): il Fairy Tone blu, permette a Cure Muse di attaccare con il Cure Module. Rappresenta la Melodia dell'Amore e finisce le frasi con "sisi".
- Dodori (ドドリー?, Dodorī): il Fairy Tone viola, permette ad Ako di trasformarsi in Cure Muse. È l'unico che, all'inizio della serie, non è custodito da Hummy, ma da Cure Muse. Rappresenta la Melodia del Sogno Eccellente e finisce le frasi con "dodo".

Crescendo Tone (クレッシェンドトーン?, Kuresshendo Tōn)
Doppiato da: Kumiko Nishihara (ed. giapponese)
Il Fairy Tone sacro, è dorato e ha un paio d'ali. È custodito all'interno dell'Healing Chest e può generare tutti i suoni del mondo e gli altri Fairy Tone. È saggio e riesce a leggere i cuori delle persone. Consente alle Pretty Cure il potenziamento. Dopo che Otokichi sigillò Noise, Crescendo Tone è stato rubato dal nemico e portato nella foresta di Major Land, dalla quale viene poi recuperato dalle Pretty Cure. Viene nuovamente sigillato da Noise nella battaglia finale e poi liberato dalle Leggendarie Guerriere.

### Altri personaggi
Dan Hojo (北条 団?, Hōjō Dan)
Doppiato da: Tomoyuki Dan (ed. giapponese)
Il padre di Hibiki, insegna musica all'Accademia privata Aria ed è il consulente dell'orchestra della scuola. Gode di una fama mondiale e ama la musica dal profondo del cuore. Suona il pianoforte e usa spesso termini italiani quando si esprime. Quando invece parla con la moglie, usa il tedesco. È lui a occuparsi dei lavori domestici.
Maria Hojo (北条 まりあ?, Hōjō Maria)
Doppiata da: Satsuki Yukino (ed. giapponese)
La madre di Hibiki, gira il mondo come violinista, ma principalmente vive a Parigi. Si tiene in contatto con Hibiki e Dan tramite il computer. Ha una personalità spensierata e, anche se è lontana, fa di tutto per essere presente per sua figlia. Ogni tanto torna a casa dai suoi viaggi, ma non cucina e non si occupa dei lavori domestici perché è molto goffa e finisce sempre con il rompere qualcosa. Quando parla con il marito, usa il francese.
Misora Minamino (南野 美空?, Minamino Misora)
Doppiata da: Yuka Imai (ed. giapponese)
La madre di Kanade, lavora nella pasticceria Lucky Spoon con il marito e adora fare le torte. Ha un carattere dolce e ama profondamente suo marito.
Sosuke Minamino (南野 奏介?, Minamino Sōsuke)
Doppiato da: Tōru Ōkawa (ed. giapponese)
Il padre di Kanade, lavora nella pasticceria Lucky Spoon con la moglie e adora fare le torte, dedicando molto tempo allo sviluppo di nuovi dolci.
Sōta Minamino (南野 奏太?, Minamino Sōta)
Doppiato da: Yumiko Kobayashi (ed. giapponese)
Il fratello minore di Kanade, ha 9 anni e non va molto d'accordo con la sorella, mentre ha molta simpatia per Hibiki. Ha un carattere molto vivace e adora fare scherzi. Frequenta la scuola elementare pubblica di Kanon ed è in classe con Ako, alla quale tiene molto e le fa spesso compagnia perché è sempre da sola.
Waon Nishijima (西島 和音?, Nishijima Waon)
Doppiata da: Yūko Gibu (ed. giapponese)
È una delle più intime amiche di Hibiki e come lei partecipa alle attività di molti club sportivi della scuola, tra i quali quelli di calcio, pallavolo e baseball. Non è molto brava nello studio.
Seika Higashiyama (東山 聖歌?, Higashiyama Seika)
Doppiata da: Yōko Nishino (ed. giapponese)
È la presidentessa del club di pasticceria. È umile e raffinata. Ha un anno in più rispetto a Kanade, che la definisce "la Regina dei Dolci" viste le sue doti in cucina.
Masamune Ouji (王子 正宗?, Ōji Masamune)
Doppiato da: Hisafumi Oda (ed. giapponese)
È un amico di Hibiki e ha un anno più di lei. È allievo di Dan e suona il piano nell'orchestra della scuola, il corpo musicale Principe (音楽王子隊?, Ongaku Ōji-tai) composto da lui, Hakushaku, Baron, Naito e Kishi. Molto bello e popolare tra le ragazze, Kanade ha una cotta per lui e inizialmente anche Seiren sembra provare dei sentimenti nei suoi confronti. È un tipo gentile che sorride sempre in ogni momento e aiuta chi ha bisogno. È sempre accompagnato da un gruppo di suoi amici, facenti parte dell'orchestra come lui, e ha un cane di nome Hime. Ammira molto Maria, la madre di Hibiki.

## Oggetti magici
Cure Module (キュアモジューレ?, Kyua Mojūre)
È una spilla a forma di cuore utilizzata dalle Pretty Cure per trasformarsi, inserendo al suo interno i Fairy Tone. Nasce dai marchi a forma di chiave di violino presenti nei loro cuori. Anche altri Fairy Tone possono essere inseriti al suo interno per aumentare un'abilità. Inoltre, può essere suonato come se fosse un'ocarina. Viene usato come arma per attaccare da Cure Muse. I quattro esistenti sono indispensabili per completare la Melodia della Felicità: tuttavia, ricattate, le Pretty Cure li cedono ai nemici per completare quella della Tristezza, ma ne rientrano in possesso successivamente.
Note (音符?, Onpu)
Sono le note magiche che servono per comporre la Melodia della Felicità. Ogni anno, le Note cercano di scappare dalle pagine dello Spartito Leggendario e potrebbero perdersi nel vento, se non controllate: è proprio per questo che viene eletta la Fata del Canto, che cantando la melodia, risveglia il loro potere, mantenendole all'interno dello spartito. Durante l'anniversario della Melodia della Felicità, Mephisto irrompe alla festa e Aphrodite è così costretta a disperdere le Note, chiedendo poi a Hummy di andare sulla Terra a cercare coloro che possono diventare le Pretty Cure per recuperarle. I comuni esseri umani non possono vederle, a meno che non sia Hummy a renderle visibili.
Belltier (ベルティエ?, Berutie)
Sono le armi di purificazione di Cure Melody e Cure Rhythm, nate dal desiderio di proteggere le persone care. Cure Melody ottiene la Miracle Belltier (ミラクルベルティエ?, Mirakuru Berutie) che è un bastone rosa, mentre Cure Rhythm ottiene la Fantastic Belltier (ファンタスティックベルティエ?, Fantasutikku Berutie) che è formata da due cuori bianchi uniti insieme per la base. Inserendo al loro interno i Fairy Tone, permette loro di amplificare il potere armonico e purificare il nemico. Possono essere spezzate in due parti, e questa forma è conosciuta come Bell Mode. Inoltre, possono entrare in Cross Mode, ovvero combinate tra loro: in questo caso, l'arma di Cure Melody è formata dalla parte superiore della Miracle Belltier e dalla parte inferiore della Fantastic Belltier, mentre quella di Cure Rhythm è formata dalla parte inferiore della Miracle Belltier e dalla parte superiore della Fantastic Belltier.
Love Guitar Rod (ラブギターロッド?, Rabu Gitā Roddo)
È l'arma di purificazione di Cure Beat e, come le Belltier, ha due forme: la prima è la Guitar Mode, nella quale può essere usata come una normale chitarra per proteggersi dagli attacchi; la seconda è la Rod Mode, usata per amplificare la propria energia e purificare il nemico.
Healing Chest (ヒーリングチェスト?, Hīringu Chesuto)
È uno scrigno leggendario custodito nella foresta di Major Land. Cura e nutre i Fairy Tone e al suo interno vive Crescendo Tone. Viene recuperato dalle Pretty Cure, che in seguito ne ottengono il potenziamento. In passato, è stato usato da Otokichi per sigillare la forza oscura di Noise.

## Trasformazioni e attacchi

### Cure Melody & Cure Rhythm
- Trasformazione: Hibiki e Kanade usano il Cure Module e, rispettivamente, i Fairy Tone Dori e Reri per trasformarsi e, diventate Cure Melody e Cure Rhythm, si presentano al nemico.

- Passionato Harmony (パッショナート・ハーモニー?, Passhonāto Hāmonī): è l'attacco in coppia di Cure Melody e Cure Rhythm. A partire dall'episodio 29 viene eseguito anche insieme a Cure Beat e nell'episodio 45 anche insieme a Cure Muse. Le Pretty Cure si prendono per mano e creano un cuore con all'interno la chiave di violino, dal quale scaturisce un raggio dorato che colpisce il nemico.

- Music Rondo (ミュージック・ロンド?, Myūjikku Rondo): è il primo attacco di Cure Melody con la Miracle Belltier, nella quale viene inserito Miri, il Fairy Tone arancione. La Pretty Cure crea un cerchio arancione che circonda il nemico e poi esplode, purificandolo. Può essere combinato con il Music Rondo di Cure Rhythm e l'Heartful Beat Rock di Cure Beat.

- Music Rondo (ミュージック・ロンド?, Myūjikku Rondo): è il primo attacco di Cure Rhythm con la Fantastic Belltier, nella quale viene inserito Fari, il Fairy Tone giallo. La Pretty Cure crea un cerchio giallo che circonda il nemico e poi esplode, purificandolo. Può essere combinato con il Music Rondo di Cure Melody e l'Heartful Beat Rock di Cure Beat.

- Miracle Heart Arpeggio (ミラクル・ハート・アルペジオ?, Mirakuru Hāto Arupejio): è il secondo attacco di Cure Melody con la Miracle Belltier, nella quale vengono inseriti Miri e Dori, i Fairy Tone arancione e rosa. Dopo aver diviso la Miracle Belltier in due parti, la Pretty Cure crea un cuore di fiamme arancioni e rosa, che scaglia sul nemico.

- Fantastic Piacere (ファンタスティック・ピアチェーレ?, Fantasutikku Piachēre): è il secondo attacco di Cure Rhythm con la Fantastic Belltier, nella quale vengono inseriti Fari e Reri, i Fairy Tone giallo e bianco. Dopo aver diviso la Fantastic Belltier in due parti, la Pretty Cure crea un cuore di fiamme gialle e bianche, che scaglia sul nemico.

- Suite Harmony Kick (スイート・ハーモニー・キック?, Suīto Hāmonī Kikku): Cure Melody e Cure Rhythm saltano e si precipitano sul nemico con un calcio combinato.

- Music Rondo Super Quartet (ミュージック・ロンド・スーパーカルテット?, Myūjikku Rondo Sūpā Karutetto): è l'attacco combinato di Cure Melody e Cure Rhythm con le Belltier incrociate, realizzato per la prima volta nell'episodio 16. Combina insieme quattro Music Rondo e il Passionato Harmony.

- Harmony Shot (ハーモニー・ショット?, Hāmonī Shotto): Cure Melody e Cure Rhythm si prendono per mano, formando una piccola farfalla di luce rosa che colpisce il nemico.

### Cure Beat
- Trasformazione: Eren usa il Cure Module e il Fairy Tone Lari per trasformarsi e, diventata Cure Beat, si presenta al nemico.

- Heartful Beat Rock (ハートフル・ビート・ロック?, Hātofuru Bīto Rokku): è l'attacco di Cure Beat con la Love Guitar Rod, inizialmente evocata in Guitar Mode e poi, una volta inserito Sori, il Fairy Tone verde, portata in Rod Mode. La Pretty Cure crea un cerchio verde che circonda il nemico e poi esplode, purificandolo. Può essere combinato con i Music Rondo di Cure Rhythm e Cure Melody.

- Beat Barrier (ビート・バリア?, Bīto Baria): inserisce Lari, il Fairy Tone azzurro, nella Love Guitar Rod in Guitar Mode e, suonandola, crea una barriera.
- Beat Sonic (ビート・ソニック?, Bīto Sonikku): suonando la Love Guitar Rod, viene circondata dalle note musicali, che diventano delle frecce per colpire il nemico.

### Cure Muse
- Trasformazione: Ako usa il Cure Module e il Fairy Tone Dodori per trasformarsi e, diventata Cure Muse, si presenta al nemico.

- Attacco: è un'arma insonorizzante, usata per creare barriere e impedire alla Melodia della Tristezza di soggiogare gli umani. Cure Muse crea una tastiera arcobaleno che, quando suonata, rilascia un raggio arcobaleno. Può essere usata anche per intrappolare i nemici frantumando la tastiera e ricomponendola attorno ad essi. Viene utilizzato dalla Pretty Cure quando non ha ancora rivelato la sua identità sotto la maschera e nell'episodio 47 contro Noise. L'attacco venne usato anche da Otokichi quando in passato sconfisse Noise.
- Shining Circle (シャイニング・サークル?, Shainingu Sākuru): è il primo attacco di Cure Muse con il Cure Module, nel quale viene inserito Siri, il Fairy Tone blu. La Pretty Cure crea quattro sue copie che si dispongono in cerchio attorno al nemico, formando una stella di luce che lo purifica.

- Sparkling Shower (スパークリング・シャワー?, Supākuringu Shawā): è il secondo attacco di Cure Muse con il Cure Module, nel quale viene inserito Siri, il Fairy Tone blu. La Pretty Cure crea un cerchio blu attorno a sé, che si tramuta in molte bolle arancioni quando suona nel Cure Module; il nemico viene poi colpito dalla pioggia di bolle e avvolto da una gigante, che lo purifica.

### In gruppo
- Presentazione: è la frase di presentazione di gruppo delle Pretty Cure una volta conclusasi la trasformazione.

- Harmony Kick (ハーモニー・キック?, Hāmonī Kikku): Cure Melody, Cure Rhythm e Cure Beat saltano, colpendo il nemico con un calcio combinato.

- Suite Session Ensemble Crescendo (スイート・セッション・アンサンブル・クレッシェンド?, Suīto Sesshon Ansanburu Kuresshendo): è l'attacco di gruppo delle Pretty Cure con l'Healing Chest, eseguito per la prima volta nell'episodio 31. Combinati i poteri con Crescendo Tone, le Pretty Cure volano sopra una strada arcobaleno formata dai tasti del pianoforte e vengono inglobate da un gigantesco Crescendo Tone, che si trasforma in un uccello di fuoco e colpisce il nemico, purificandolo. Quando l'attacco viene eseguito senza Cure Muse, viene chiamato solamente Suite Session Ensemble.

- Trasformazione (Crescendo (クレッシェンド?, Kuresshendo)): nell'episodio 47, grazie alla fusione degli otto Fairy Tone in un nuovo Crescendo Tone, le Pretty Cure diventano Crescendo Pretty Cure. Gli abiti assumono sfumature più chiare e sulla schiena delle guerriere c'è un paio di ali dorate come quelle di Crescendo Tone.

## Luoghi
Major Land (メイジャーランド?, Meijā Rando)
È la terra della musica, che produce suoni e note di tutto il mondo. Governato dalla regina Aphrodite, la pace del regno è protetta dalla Fata del Canto, la quale, cantando la Melodia della Felicità una volta all'anno, controlla il potere delle Note dello Spartito Leggendario. Alcuni degli abitanti hanno l'aspetto molto simile agli esseri umani, mentre altri hanno la forma di strumenti musicali. C'è un lago, l'arcobaleno che attraversa il cielo e il castello, che è sormontato da un cuore alato dorato.
Minor Land (マイナーランド?, Mainā Rando)
È la terra dei nemici, un posto buio e cupo, pieno di fumi. È l'opposto di Major Land.
Kanon (加音町?, Kanon-chō)
È la città dove vivono Hibiki e Kanade e ha come tema la musica. Molti residenti sono artigiani di strumenti musicali, che sono diventati popolari sin dai tempi antichi tra la popolazione.
Teatro della musica (調べの館?, Shirabe no yakata)
È una grande sala, tra le rovine di una chiesa, in cui si trovano l'organo suonato da Otokichi e il pianoforte usato da Hibiki e Kanade per esercitarsi. La sala può incredibilmente staccarsi dal terreno, e Otokichi lo fa per andare a Major Land con le Pretty Cure e fermare Noise.
Accademia privata Aria (私立アリア学園?, Shiritsu Aria Gakuen)
È la scuola frequentata da Hibiki, Kanade e, in seguito, anche da Eren. Il padre di Hibiki vi insegna musica.
Scuola elementare pubblica di Kanon (市立加音小学校?, Shiritsu Kanon shōgakkō)
È la scuola frequentata da Ako e da Sōta.
Lucky Spoon (Ｌｕｃｋｙ Ｓｐｏｏｎ?, Rakkī Supūn)
È la pasticceria della famiglia di Kanade. Deve il suo nome alla felicità portata mangiando i dolci, cosa che si fa con un cucchiaino (in inglese spoon).

## Episodi

### Sigle
Le sigle originali di apertura sono composte da marhy, la prima di chiusura da Hideaki Takatori e la seconda di chiusura da Yō Yamazaki; i testi sono di Sumiyo Mutsumi.
Sigla di apertura
- La♪ La♪ La♪ Suite Precure♪ (ラ♪ラ♪ラ♪スイートプリキュア♪?), cantata da Mayu Kudō (ep. 1-23)
- La♪ La♪ La♪ Suite Precure♪ ~∞UNLIMITED∞ ver~ (ラ♪ラ♪ラ♪スイートプリキュア♪ ～∞ＵＮＬＩＭＩＴＥＤ∞ ｖｅｒ～?), cantata da Mayu Kudō (ep. 24-48)

Sigla di chiusura
- Wonderful↑Powerful↑Music!! (ワンダフル↑パワフル↑ミュージック！！?), cantata da Aya Ikeda (ep. 1-23)
- ♯Kibou Rainbow♯ (♯キボウレインボウ♯?), cantata da Aya Ikeda (ep. 24-48)

Del video della seconda sigla di testa sono state realizzate tre versioni: nella prima vengono mostrate nell'ultima scena Cure Melody, Cure Rhythm e Hummy con i Fairy Tone e nella seconda, si aggiunge Cure Beat e al posto di Seiren, viene mostrata Eren, mentre nella terza scompare la misteriosa Pretty Cure mascherata, sostituita da Cure Muse. Anche del video della seconda sigla di coda sono state realizzate due versioni: nella prima a ballare sono Cure Melody, Cure Rhythm, Cure Beat e Hummy; nella seconda a loro si aggiunge Cure Muse.

### Distribuzione
In Giappone la serie è stata raccolta in una collezione di 16 DVD sia da Marvelous AQL che TC Entertainment tra il 22 giugno 2011 e il 25 maggio 2012. Ogni DVD contiene tre episodi.
La serie è stata raccolta anche in quattro cofanetti Blu-ray, pubblicati da Marvelous AQL e TC Entertainment e usciti tra il 28 ottobre 2011 e il 22 giugno 2012; questa versione, oltre a mostrare gli episodi in alta definizione, corregge gli eventuali errori di quella trasmessa in televisione.

## Film
| Titolo | Prima visione                |
| Titolo | Giapponese (cinematografica) |
| --- | ---------------------------- |
| Eiga Pretty Cure All Stars DX 3 - Mirai ni todoke! Sekai wo tsunagu ☆ Niji-iro no hana (映画 プリキュアオールスターズＤＸ３ 未来にとどけ！世界をつなぐ☆虹色の花?, Eiga Purikyua Ōru Sutāzu DX 3 Mirai ni todoke! Sekai wo tsunagu ☆ Niji-iro no hana) | 19 marzo 2011                |
| Eiga Suite Pretty Cure♪ - Torimodose! Kokoro ga tsunagu kiseki no melody♪ (映画 スイートプリキュア♪ とりもどせ！心がつなぐ奇跡のメロディ♪?, Eiga Suīto Purikyua♪ Torimodose! Kokoro ga tsunagu kiseki no merodi♪)                                     | 29 ottobre 2011              |
| Eiga Pretty Cure All Stars New Stage - Mirai no tomodachi (映画 プリキュアオールスターズＮｅｗＳｔａｇｅ みらいのともだち?, Eiga Purikyua Ōru Sutāzu New Stage Mirai no tomodachi)                                                                    | 17 marzo 2012                |
| Eiga Pretty Cure All Stars New Stage 2 - Kokoro no tomodachi (映画 プリキュアオールスターズＮｅｗＳｔａｇｅ２ こころのともだち?, Eiga Purikyua Ōru Sutāzu New Stage 2 Kokoro no tomodachi)                                                            | 16 marzo 2013                |
| Eiga Pretty Cure All Stars New Stage 3 - Eien no tomodachi (映画 プリキュアオールスターズＮｅｗＳｔａｇｅ３ 永遠のともだち?, Eiga Purikyua Ōru Sutāzu New Stage 3 Eien no tomodachi)                                                                  | 15 marzo 2014                |
| Eiga Pretty Cure All Stars - Haru no carnival♪ (映画 プリキュアオールスターズ 春のカーニバル♪?, Eiga Purikyua Ōru Sutāzu Haru no kānibaru♪) | 14 marzo 2015                |
| Eiga Pretty Cure All Stars - Minna de utau♪ Kiseki no mahō! (映画 プリキュアオールスターズ みんなで歌う♪奇跡の魔法！?, Eiga Purikyua Ōru Sutāzu Minna de utau♪ Kiseki no mahō!)                                                                       | 19 marzo 2016                |
| Eiga HUGtto! Pretty Cure ♡ Futari wa Pretty Cure - All Stars Memories (映画 ＨＵＧっと！プリキュア♡ふたりはプリキュア オールスターズメモリーズ?, Eiga HUGtto! Purikyua ♡ Futari wa Purikyua Ōru Sutāzu Memorīzu)                                      | 27 ottobre 2018              |
| Eiga Pretty Cure All Stars F (映画 プリキュアオールスターズＦ?, Eiga Purikyua Ōru Sutāzu F) | 15 settembre 2023            |

## Manga
Il manga di Suite Pretty Cure♪, disegnato da Futago Kamikita, è stato serializzato sulla rivista Nakayoshi di Kōdansha da marzo 2011 a febbraio 2012. I tredici capitoli, di cui l'ultimo pubblicato solo nel mook, adattano in formato cartaceo l'anime, pur con qualche differenza. Il primo mook, contenente i sette capitoli che vanno dall'inizio della storia all'arrivo di Cure Beat, è stato pubblicato il 27 luglio 2011, mentre il secondo, contenente i restanti otto capitoli e il primo di Smile Pretty Cure!, è stato pubblicato il 3 febbraio 2012. La serie è stata raccolta in un tankōbon il 6 marzo 2015.
| Nº                          | Titolo italiano Giapponese 「Kanji」 - Rōmaji - Traduzione letterale | Data di prima pubblicazione            | Data di prima pubblicazione |
| Nº                          | Titolo italiano Giapponese 「Kanji」 - Rōmaji - Traduzione letterale | Giapponese                             |                             |
| Mook (2 volumi)             | |                                        |                             |
| 1                           | Suite Precure♪: O hanashi book! Marugoto Cure Beat! 「スイートプリキュア♪ おはなしブック！まるごとキュアビート！」 - Suīto Purikyua♪ O hanashi bukku! Marugoto Kyua Bīto! – "Suite Pretty Cure♪: Il racconto! Insieme a Cure Beat!" | 27 luglio 2011 ISBN 978-4-06-389577-3  |                             |
| 2                           | Smile Precure! & Suite Precure♪: O hanashi book! 「スマイルプリキュア！＆スイートプリキュア♪ おはなしブック！」 - Sumairu Purikyua! & Suīto Purikyua♪ O hanashi bukku! – "Smile Pretty Cure! & Suite Pretty Cure♪: Il racconto!"    | 3 febbraio 2012 ISBN 978-4-06-389640-4 |                             |
| Edizione Wide KC (1 volume) | |                                        |                             |
| Unico                       | Suite Precure♪ 「スイートプリキュア♪」 - Suīto Purikyua♪ | 6 marzo 2015 ISBN 978-4-06-337822-1    |                             |

### Altre pubblicazioni
Il 23 novembre 2016 è stato pubblicato un romanzo scritto da Toshiya Ōno e illustrato da Akira Takahashi con ISBN 978-4-06-314879-4 ambientato alcuni anni dopo la fine della serie, che mostra Hibiki intenta a prepararsi a studiare musica in Germania, ma una strana nuvola nera formatasi sulla città, Vanish, comincia a assorbire tutti i suoni del mondo e a rapire i suoi abitanti, costringendo lei e le altre Pretty Cure a tornare a combattere.

## CD e videogiochi
Durante il corso della serie sono stati pubblicati diversi CD e raccolte, sia di brani musicali che di colonna sonora, da Marvelous AQL. I videogiochi, invece, sono stati distribuiti da Bandai.
| Nº | Titolo CD | Numero tracce | Data uscita      |
| -- | --- | ------------- | ---------------- |
| 1  | La♪ La♪ La♪ Suite Precure♪ / Wonderful↑Powerful↑Music!! (ラ♪ラ♪ラ♪スイートプリキュア♪／ワンダフル↑パワフル↑ミュージック！！?)                                 | 4             | 9 marzo 2011     |
| 2  | Suite Precure♪ - Original Soundtrack 1: Precure Sound Fantasia!! (スイートプリキュア♪ オリジナル・サウンドトラック１ プリキュア・サウンド・ファンタジア！！?) | 36            | 1º giugno 2011   |
| 3  | Suite Precure♪ - Vocal Album 1: ~Todoke! Ai to kibō no symphony~ (スイートプリキュア♪ ボーカルアルバム１ ～とどけ！愛と希望のシンフォニー～?)                 | 11            | 20 luglio 2011   |
| 4  | La♪ La♪ La♪ Suite Precure♪ ~∞UNLIMITED ver.∞~ / ♯Kibou Rainbow♯ (ラ♪ラ♪ラ♪スイートプリキュア♪ ～∞ＵＮＬＩＭＩＴＥＤ∞ ｖｅｒ～／♯キボウレインボウ♯?)           | 4             | 7 settembre 2011 |
| 5  | Suite Precure♪ - Original Soundtrack 2: Precure Sound Sinfonia!! (スイートプリキュア♪ オリジナル・サウンドトラック２ プリキュア・サウンド・シンフォニア！！?) | 28            | 30 novembre 2011 |
| 6  | Suite Precure♪ - Vocal Album 2: ~Kokoro wo hitotsu ni~ (スイートプリキュア♪ ボーカルアルバム２ ～こころをひとつに～?)                                         | 11            | 30 novembre 2011 |
| 7  | Suite Precure♪ - Vocal Best (スイートプリキュア♪ ボーカルベスト?)                                                                                             | 17            | 18 gennaio 2012  |
| 8  | Precure Vocal Best BOX (プリキュア ボーカルベストＢＯＸ?) | 240           | 4 settembre 2013 |
| 9  | Precure Colorful Collection: Lovely♥Pink (プリキュアカラフルコレクション ラブリー♥ピンク?)                                                                    | 33            | 17 dicembre 2014 |
| 10 | Precure Colorful Collection: Kirakira☆Citrus (プリキュアカラフルコレクション キラキラ☆シトラス?)                                                              | 27            | 17 dicembre 2014 |
| 11 | Precure Colorful Collection: Twinkle♦Blue (プリキュアカラフルコレクション トゥインクル♦ブルー?)                                                               | 29            | 17 dicembre 2014 |
| 12 | Precure Colorful Collection: Happy♪Red&White (プリキュアカラフルコレクション ハッピー♪レッド＆ホワイト?)                                                      | 31            | 17 dicembre 2014 |
| 13 | Precure Opening Theme Collection 2004~2016 (プリキュア オープニングテーマコレクション２００４～２０１６?)                                                     | 15            | 3 agosto 2016    |
| 14 | Precure Ending Theme Collection 2004~2016 (プリキュア エンディングテーマコレクション２００４～２０１６?)                                                      | 25            | 25 gennaio 2017  |

| Nº | Titolo videogioco                                                                        | Piattaforma | Data uscita    |
| -- | ---------------------------------------------------------------------------------------- | ----------- | -------------- |
| 1  | Suite Precure♪: Happy Oshare Harmony☆ (スイートプリキュア♪ ハッピーおしゃれハーモニー☆?) | Sega Beena  | 26 maggio 2011 |
| 2  | Suite Precure♪: Melody Collection (スイートプリキュア♪ メロディコレクション?)            | Nintendo DS | 25 agosto 2011 |

Il secondo videogioco della serie, Suite Precure♪: Melody Collection, durante la prima settimana di vendita ha totalizzato 12 567 copie vendute, debuttando al 12º posto nella classifica dei giochi più venduti nella settimana 22-28 agosto.

## Trasmissioni e adattamenti nel mondo
Suite Pretty Cure♪ è stato trasmesso, oltre che in Giappone, anche in diversi Paesi in tutto il mondo.
| Stato         | Rete televisiva / piattaforma streaming | Data 1ª TV/streaming              |
| ------------- | --------------------------------------- | --------------------------------- |
| Albania       | Bang Bang                               | 2017                              |
| Corea del Sud | Champ TV, Anione TV                     | 19 luglio – 10 novembre 2013      |
| Hong Kong     | TVB Jade                                | 9 luglio 2014 – 6 gennaio 2015    |
| Taiwan        | YOYO TV                                 | 20 settembre 2013 – 9 agosto 2014 |
| Thailandia    | Modern Nine TV, Cartoon Club Channel    | 11 giugno – 9 dicembre 2017       |
| Vietnam       | HTV2                                    | 6 marzo 2014                      |

In Corea del Sud le sigle sono cantate in coreano, restano invariate le formule di trasformazione e gli attacchi, ma viene eliminato ogni riferimento al Giappone e cambiano tutti i nomi dei personaggi: Hibiki è Choi Hyang-gi (최향기?), Kanade è Joo Ah-yoon (주아윤?), Eren è Song Yu-ri (송유리?) e Ako è Ahn So-hee (안소희?).
L'adattamento adottato a Taiwan, in cinese, rende la parola Cure con il carattere 天使S (Tiānshǐ), che significa "Angelo", nei nomi delle protagoniste, e con i caratteri 光之美少女 美樂天使♪S (Guāng zhīměi shàonǚ měi yuè tiānshǐ♪, lett. "Ragazze della Luce angeli melodici♪") il titolo della serie. Gli episodi, oltre ad essere doppiati, sono anche sottotitolati e traducono solamente la prima sigla di chiusura in mandarino; le trasformazioni e gli attacchi sono tradotti. I primi due episodi sono stati trasmessi uniti. A Hong Kong, i nomi presentano gli stessi ideogrammi degli originali, ma cambia la pronuncia, e trasformazioni e attacchi sono tradotti; la sigla iniziale Chàng ba! Měi yuè tiānshǐ (唱吧！美樂天使S, lett. "Cantate! Angeli Melodici") è cantata in cantonese da Kandy Wong, mentre quella finale è l'originale giapponese.
In Thailandia, l'adattamento conserva i nomi originali, anche i suffissi onorifici giapponesi come -chan e -san. Il doppiaggio non mantiene il labiale dei personaggi, sovrapponendo a volte le voci. Un episodio dura all'incirca 40-43 minuti, per via degli intermezzi pubblicitari.
In Vietnam la serie cambia il titolo in Chiến binh âm nhạc♪ (lett. "Guerriere della Musica♪"), mantiene i nomi originali da umane, ma traduce quelli da Pretty Cure. Le sigle di testa e di coda sono in lingua vietnamita e le formule di trasformazione e gli attacchi vengono cambiati.